# Manning Wardle
Manning Wardle foi uma fábrica de locomotivas localizada em Hunslet, Leeds, West Yorkshire, Inglaterra.

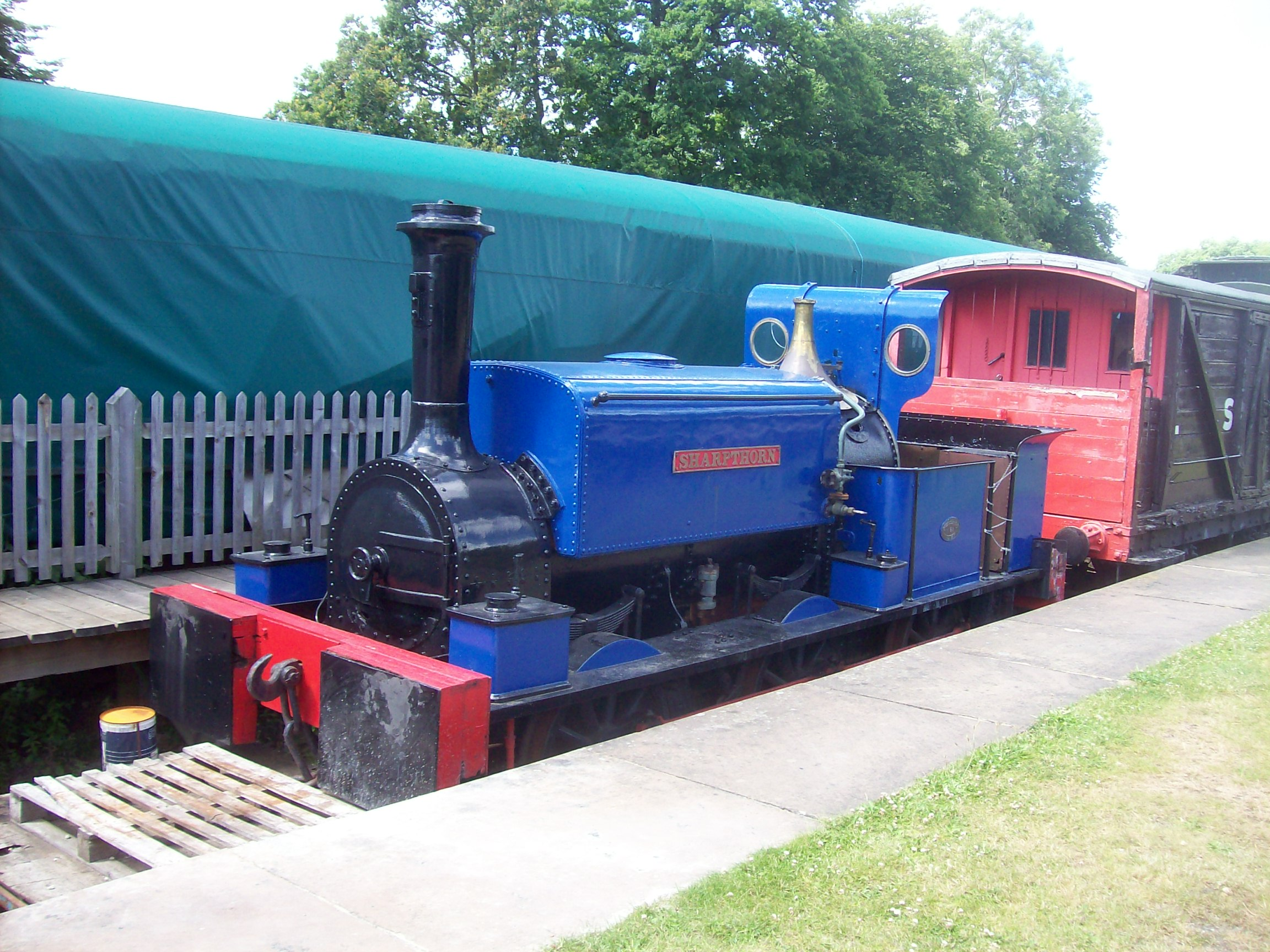
1882 Manning Wardle 0-6-0ST 'Sharpthorne' at Horsted Keynes on the Bluebell Railway